# Citlali Moscote
Citlali Cristian Moscote (San Juan de los Lagos, Jalisco, 15 de abril de 1995) es una atleta mexicana especializada en maratón. Integra la delegación mexicana en los Juegos Olímpicos de París 2024.

## Biografía
Comenzó a destacar en el ámbito deportivo durante su etapa universitaria. Representando a la Universidad de Guadalajara en las Universiadas Nacionales, Moscote llamó la atención por su talento y dedicación en las pruebas de resistencia. Su ascenso en el mundo del atletismo la llevó a representar a México en numerosas competiciones internacionales, incluyendo el Mundial de Atletismo y los Juegos Panamericanos.Citlali Cristian mantiene una concentración permanente en el Centro Nacional de Desarrollo de Talentos Deportivos y Alto Rendimiento (CNAR) al lado de su entrenador Cristóbal Herrera.

## Trayectoria
Moscote ha demostrado su calidad como atleta compitiendo en diversas pruebas de resistencia, especialmente en maratones. Su mejor marca personal la logró en el Maratón de Sevilla, donde terminó en cuarto lugar con un tiempo de 2 horas, 24 minutos y 53 segundos, misma que representó su clasificación a París 2024. Además, ha obtenido medallas en competiciones como los Juegos Panamericanos de Santiago 2023, donde ganó la medalla de oro y estableció un nuevo récord.  La jalisciense ocupa el puesto 94, a nivel mundial, en la prueba de los 42 kilómetros.

## Dopaje
Cristian Moscote ha sido suspendida por tres años por la Unidad de Integridad del Atletismo (AIU) tras dar positivo por octodrina, una sustancia prohibida, en la carrera 10K de Valencia el 12 de enero de 2025. El análisis fue confirmado en un laboratorio en Barcelona y comunicado el 3 de febrero. Moscote no contaba con autorización terapéutica para usar la sustancia y, tras ser notificada, alegó consumo involuntario por un suplemento contaminado y solicitó el contraanálisis. También pidió que un laboratorio en EE. UU. analizara los suplementos que tomó antes de la competencia.
La AIU la suspendió provisionalmente el 24 de marzo. Posteriormente, el 26 de mayo, Moscote aceptó la infracción y las consecuencias. Ya había sido sancionada en 2019 con dos años de suspensión por otro caso de dopaje. La sanción actual de tres años comenzó el 24 de marzo de 2025, y se anulan todos sus resultados desde el 12 de enero, incluidos títulos, medallas, puntos y premios.

## Palmarés
Algunos de sus logros en el atletismo son:
- Medalla de oro en el maratón de los Juegos Panamericanos de Santiago 2023, con un tiempo de 2:27:12.
- Medalla de bronce en los 10,000 metros planos en los Juegos Centroamericanos y del Caribe San Salvador 2023, con un tiempo de 33:40.43.
- Cuarto lugar en el Maratón de Sevilla, con un tiempo de 2:24:53.
- Décima posición en el Campeonato Mundial de Atletismo de Oregón 2022.
- Trigésimo cuarto lugar en el Mundial de Atletismo de Budapest 2023, con un tiempo de 2:36:03 en la distancia de maratón.
- Quinto lugar en el Medio Maratón de Madrid, con un tiempo de 1:11:19.[5]